# Сезар Лека де Базанкур
Фредерік Жозеф Лека, барон де Базанкур, відомий під псевдонімом барон Сезар де Базанкур, народився 16 грудня 1811 року в Парижі (1-й старий округ) і помер 25 січня 1865 року у 2-му окрузі Парижа, — французький романіст та історик XIX століття.

## Біографія
Він син Жана-Батиста Лека де Базанкура та Елізабет Марі Генрієтти Констанс д'Удето (1785—1822). Вона була дочкою Сезара Луї Марі Франсуа Анжа д'Удето, полковника кавалерії, та Констанс Жозефіни Сере та внучкою Софі Лалів де Бельґард.
Його прадід був Жан-Ніколя Сере, французький ботанік та агроном. Лека де Базанкур також є племінником Проспера де Баранта.
Бібліотекар у замку Комп'єнь, він є одним із головних фейлетоністів газети «Le Messager», де він також писав під псевдонімом Віктор Бонін, зокрема театральну критику.
Він опублікував численні романи, присвячені опису аристократичних звичаїв.
У 1855 році він був відправлений урядом Наполеона III з місією до Криму, що дозволило йому стати майже офіційним істориком кампаній Другої імперії.
Він був нагороджений орденом Почесного легіону як кавалер у 1846 році, а потім як офіцер цього ж ордену в 1860 році як літератор.
Його сестра, Софі де Базанкур (29 жовтня 1810 — 22 березня 1850), дружина генерал-лейтенанта Франсуа Еме Фредеріка Луаре д'Арбувіля, публікувала новели та вірші в «Revue des deux Mondes», які були зібрані Амйо в 1855 році під назвою «Poésies et Nouvelles» («Рукопис моєї пратітки», «Піренейський розбійник», «Стелла», «Недовіра — це не мудрість», приказка; «Поезії»). Вона була музою Сент-Бева.

## Творчість

### Твори
- «Таємниці меча» («Les Secrets de l'épée»), 1862.

#### Романи
- «Летюча ескадрилья королеви» («L’Escadron volant de la reine») (1836, 2 томи);
- «Останній спогад» («Un Dernier souvenir») (1840);
- «Поруч із щастям» («À côté du bonheur») (1845);
- «Граф Рінні» («Le Comte de Rienny») (1845);
- «Георгій Горець»  («Georges le Montagnard») (1851, 4 томи);
- «Noblesse oblige» (1851);
- «Принцеса Паліанці» («La Princesse Pallianci») (1852, 5 томів).

#### Історія
- Історія Сицилії під пануванням норманів («Histoire de Sicile sous la domination des Normands») (1846, 2 томи);
- Кримська експедиція до взяття Севастополя — хроніка Східної війни («L’Expédition de Crimée jusqu'à la prise de Sébastopol — Chroniques de la guerre d'Orient», Париж; Амйо, 1856);
- Кримська експедиція: французький флот у Чорному та Балтійському морях («L’Expédition de Crimée : la marine française dans la mer Noire et la Baltique»), Париж 1858;
- Італійська кампанія 1859 року: хроніка війни («La campagne d'Italie de 1859 : chroniques de la guerre»), Амйо 1860;
- Китайсько-кохінхінська експедиція. За офіційними документами («L'Expédition de Chine et de Cochinchine. D'après les documents officiels»), Амйо Париж 1861—1862.